# Orchis fitzii
Orchis fitzii är en orkidéart som beskrevs av Leo.K.K.H. Hautzinger. Orchis fitzii ingår i släktet nycklar, och familjen orkidéer.
Artens utbredningsområde är Turkiet. Inga underarter finns listade i Catalogue of Life.